# Мирихты
Мирихты (лат. Myrichthys) — род лучепёрых рыб из семейства острохвостых угрей (Ophichthidae). Распространены по всему миру в тропических и умеренно тёплых водах мирового океана. Максимальная длина тела представителей разных видов варьирует от 50 до 110 сантиметров.

## Описание
Тело длинное, цилиндрической формы, несколько сжато с боков в задней части. Высота тела укладывается 25—70 раз в длину тела. Длина тела с головой равна или короче длины хвоста. Рыло короткое. Жаберные отверстия в форме полумесяца. Передняя ноздря трубчатая, задняя ноздря открывается на верхней губе. Спинной плавник начинается на голове, далеко перед жаберными отверстиями. Грудные плавники короткие с широкими основаниями.

## Классификация
В состав рода включают 12 видов:
- Myrichthys aspetocheiros McCosker & Rosenblatt, 1993
- Myrichthys bleekeri Gosline, 1951
- Myrichthys breviceps (Richardson, 1848)
- Myrichthys colubrinus Boddaert, 1781)
- Myrichthys maculosus (Cuvier, 1816)
- Myrichthys magnificus (C. C. Abbott, 1860)
- Myrichthys ocellatus (Lesueur, 1825)
- Myrichthys paleracio McCosker & G. R. Allen, 2012[5]
- Myrichthys pantostigmius Jordan & E. A. McGregor, 1898
- Myrichthys pardalis (Valenciennes, 1839)
- Myrichthys tigrinus Girard, 1859 — Тигровый мирихт
- Myrichthys xysturus (Jordan & Gilbert, 1882)